# Emma Lazarus

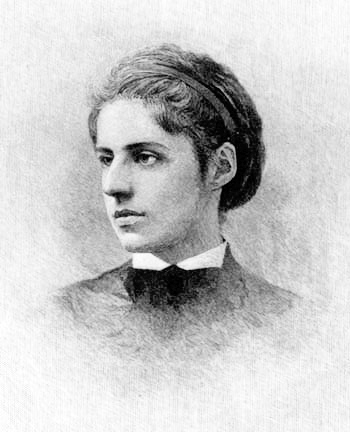
Emma Lazarus

Emma Lazarus (New York, 22 juli 1849 – aldaar, 19 november 1887) was een Joods-Amerikaans dichteres en essayiste.

## Leven en werk
Lazarus werd geboren in een welgestelde Sefardisch-Joodse familie, die al in de dagen van de WIC bescherming had gevonden in Nieuw-Amsterdam tegen de Spaanse Inquisitie.
Aanvankelijk schreef ze sterk melancholische gedichten, maar onder invloed van de berichten van emigranten over pogroms in Oekraïne veranderde de toon van haar werk en wijdde ze zich geheel aan de verdediging van het vervolgde Joodse volk. Vanwege haar bekommernis om deze Joodse emigranten werd ze wel "mother of exiles" genoemd. Het meest bekend is ze gebleven door haar sonnet The new Colossus, met de bekende regel “Give me your tired, your poor”, dat ze in 1883bijdroeg aan een kunsttentoonstelling in New York, om geld in te zamelen voor het voetstuk van het Vrijheidsbeeld. Lang na haar dood zorgde een actie van haar vriendin Georgina Schuyler ervoor, dat de tekst in 1903 op een bronzen plaquette binnen het voetstuk werd aangebracht.
Lazarus reisde twee keer door Europa, eerst in 1885 en daarna in 1887. Na deze laatste trip keerde ze ziek terug en overleed kort daarna, waarschijnlijk aan de ziekte van Hodgkin.

## Bibliografie

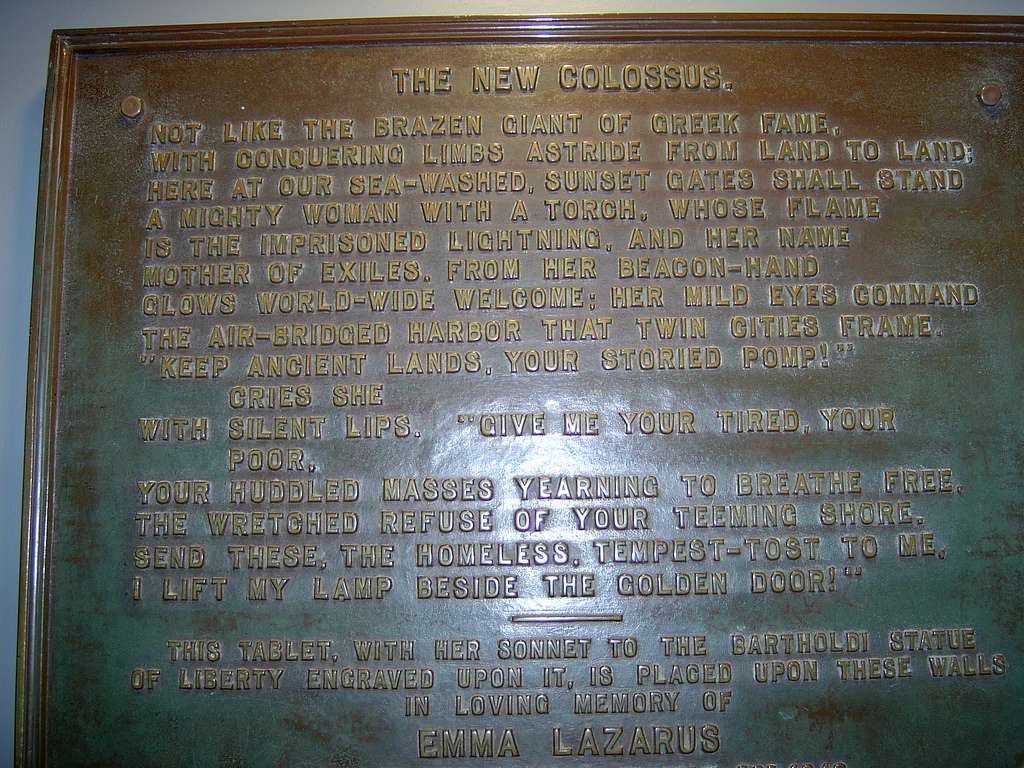
"The new Colossus" op het vrijheidsbeeld